# Terratrèmol de les illes Rat de 1965
El Terratrèmol de les illes Rat de 1965 va tenir lloc a les 05:01 UTC del 4 de febrer de 1965 ((19:01 de 3 de febrer en l'hora local). Va tenir una magnitud de 8,7 i va provocar un tsunami de més de 10 metres a l'illa Shemya, però va provocar molt pocs danys.

## Configuració tectònica
Les illes Rat formen part de les illes Aleutianes, una cadena d'illes volcàniques que formen un arc insular, resultat de la subducció de la placa del Pacífic sota la placa nord-americana.

## Característiques
El terratrèmol de les illes Rat de 1965 comparteix característiques comunes amb el terratrèmol de les illes Kurils de 1963 i el terratrèmol d'Alaska de 1964.

### Terratrèmol
El terratrèmol es va associar amb una ruptura de 600 km de llargada al llarg del límit de la placa, sobre la base de la distribució de les rèpliques. El patró d'alliberament d'energia suggereix la presència de tres zones de fricció al llarg de la interfície de la placa, cadascuna causant d'un punt d'alliberament. La recreació simulada del tsunami dona suport a la idea que el terratrèmol va consistir en tres subesdeveniments, relacionats amb tres "blocs" estructurals dins de la placa principal.
El sisme principal va ser seguit per un terratrèmol de magnitud 7,6 gairebé dos mesos després, que va desencadenar un petit tsunami, però molt més petit que l'anterior. Aquest terratrèmol no va ser una rèplica, ja que el seu epicentre es trobà ubicat en una falla diferent.

### Tsunami
El tsunami va tenir una alçada màxima de 10,7 metres a l'illa Shemya, 2 metres a l'illa Amchitka, 1,6 metres a l'illa Attu i 1,1 metres al nord de Kauai, Hawaii. També es va observar al Perú, l'Equador, Mèxic, Califòrnia, el Japó i l'est de Rússia.

## Danys
Les inundacions del tsunami van provocar danys per valor de 10.000 dòlars a l'illa d'Amchitka. Es van registrar danys menors a les illes Attu i Shemya en forma d'esquerdes als camins.